# Китайская летяга
Китайская летяга (Aeretes melanopterus) — представитель монотипического рода Aeretes трибы летяг (Pteromyini). Эндемик Китая. Род необычен строением верхних резцов, на которых есть характерная вертикальная бороздка, отсутствующая у других родов летяг.

## Описание
Длина тела китайской летяги от 27,5 до 35,5 см, хвост равен длине тела (от 27,5 до 36,2 см). По размерам эта летяга средней величины. Длина стопы от 47 до 63 мм, длина уха от 21 до 40 миллиметров. По внешнему виду этот вид типичная белка-летяга и, как и другие виды данной трибы, имеет летательную перепонку, внешние края которой окрашены в чёрный цвет. Длинный и рыхлый мех на спине от песочно-коричневого до сероватого, а на боках желтоватого цвета. Окраска брюшка варьирует от серо-бежевого до беловатого снизу, а горло и лицевая часть беловато-серые. Хвост одноцветный коричневый, лапы черные.
Базальная длина черепа — 61—66 миллиметров.

## Распространение
Китайская летяга эндемик Китайской Народной Республики. Китайская летяга обитает в двух существенно разделённых географических изолятах:
- Aeretes melanopterus melanopterus обитает на севере провинции Хэбэй.
- Aeretes melanopterus szechuanensis живёт в пограничной плосе между провинциями Сычуань и Ганьсу.

## Образ жизни
Данных об образе жизни вида очень мало. Китайская летяга населяет исключительно горные лесах в центральном Китае на высотах до 3000 метров.

## Систематика
Китайская летяга — это отдельный вид составляющий монотипический род Aeretes. Первое научное описание было дано Анри Мильн-Эдвардсом в 1867 году, который описал этот вид на основе экземпляра из гор бывшей китайской провинции Чжили, ныне Хэбэй.
Помимо номинальной формы Aeretes melanopterus melanopterus, известен ещё один подвид Aeretes melanopterus szechuanensis.

## Природоохранный статус и охрана
Китайская летяга внесена Международным союзом охраны природы и природных ресурсов (МСОП) в список «находящихся под угрозой исчезновения» из-за сокращения численности. Предполагается сокращение численности популяций примерно на 30 % в течение следующих нескольких лет, что в основном связано с разрушением мест обитания из-за вырубки лесов. В Китае этот вид классифицируется как находящийся под угрозой исчезновения.
Меры по сохранению этого вида не предусмотрены, и неизвестно, встречается ли он на охраняемых территориях.